# 張榮組
張榮組（1806年—1872年），字锡圭，號涫卿，別號潤農，湖南新田人，清代湘軍將領，詩人。

## 生平
道光十五年（1835年）乙未恩科舉人。道光二十一年（1841年）特旨考取內閣中書，派充國史館分校，委署協辦侍讀，管理誥敇房事務。咸豐元年（1851年）揀發廣西知州，署理蒼梧縣正堂，奏留查辦軍務，督帶三廳兵勇赫字營全軍。咸豐三年（1853年）平叛湘南會黨起義有功，侍郎曾國藩保奏以知府，欽諭巡查湖南軍務，幫辦團練。咸豐九年（1859年），抗擊太平軍石達開部有功，由知府保陞道員，總理楚軍營務處，委署廣西右江兵備道。同治元年（1862年）鎮壓廣西三合會有功，欽賜花翎，奉旨纂修湘楚二軍忠義錄，加按察使司銜。任內重建柳江書院，修繕石鼓書院，建設桂平西山，督造新田青雲塔，曾主講舂阳書院。

## 著作
《六經存漢》，《七經天文附篇》，《蘭臺令史錄》，《廿二史約篇》，《通經致用錄》，《南征詩草》，《聽魚山房文詩》